# Cintra (ort i Argentina)
Cintra är en ort i Argentina.   Den ligger i provinsen Córdoba, i den centrala delen av landet, 500 km nordväst om huvudstaden Buenos Aires. Cintra ligger 130 meter över havet och antalet invånare är 1 054.
Terrängen runt Cintra är mycket platt, och sluttar österut. Runt Cintra är det glesbefolkat, med 9 invånare per kvadratkilometer.. Närmaste större samhälle är San Antonio de Litín, 10,5 km norr om Cintra.
Trakten runt Cintra består till största delen av jordbruksmark.